# كاثرين فوكس
كاثرين فوكس (بالإنجليزية: Catherine Fox) (15 ديسمبر 1977 – ) هي سبّاحة، من الولايات المتحدة، مثّلت بلادها في الألعاب الأولمبية الصيفية 1996، والسباحة في الألعاب الأولمبية الصيفية 1996 – سيدات 4 × 100 متر حر تناوب ‏، والسباحة في الألعاب الأولمبية الصيفية 1996 – سيدات 4 × 100 متر مزيج تناوب ‏.

## وصلات خارجية
- كاثرين فوكس على موقع الاتحاد الدولي للسباحة (الإنجليزية)
- كاثرين فوكس على موقع أوليمبيديا (الإنجليزية)
- كاثرين فوكس على موقع قاعة كنساس للمشاهير الرياضية (مؤرشف) (الإنجليزية)